# C/1925 G1 (Orkisz)
C/1925 G1 (Orkisz) – kometa jednopojawieniowa, najprawdopodobniej pochodząca spoza Układu Słonecznego.

## Odkrycie
Kometa została odkryta 3 kwietnia 1925 roku przez polskiego astronoma Lucjana Orkisza w Stacji Obserwacyjnej na Lubomirze. W nazwie znajduje się zatem nazwisko odkrywcy.

## Orbita komety i właściwości fizyczne
Orbita komety C/1925 G1 (Orkisz) ma kształt hiperboli o mimośrodzie 1,0006. Jej peryhelium znajduje się w odległości 1,11 j.a., a nachylenie do ekliptyki miało wartość 100,02˚.
Jądro tej komety ma rozmiary kilku-kilkunastu km.